# Індіан-Брук 14
Індіан-Брук 14 (англ. Indian Brook 14) — індіанська резервація в Канаді, у провінції Нова Шотландія, у межах графства Гантс.

## Населення
За даними перепису 2016 року, індіанська резервація нараховувала 1089 осіб, показавши зростання на 0,5%, порівняно з 2011-м роком. Середня густина населення становила 89,5 осіб/км².
З офіційних мов обидвома одночасно володіли 15 жителів, тільки англійською — 1 075. Усього 55 осіб вважали рідною мовою не одну з офіційних, з них усі — одну з корінних мов.
Працездатне населення становило 41,1% усього населення, рівень безробіття — 20%.
Середній дохід на особу становив $18 275 (медіана $11 474), при цьому для чоловіків — $15 031, а для жінок $20 771 (медіани — $6 288 та $16 704 відповідно).
24,7% мешканців мали закінчену шкільну освіту, не мали закінченої шкільної освіти — 31%, 43,7% мали післяшкільну освіту, з яких 17,4% мали диплом бакалавра, або вищий.
| Статево-вікова структура населення | Статево-вікова структура населення | Статево-вікова структура населення | Статево-вікова структура населення | Статево-вікова структура населення |
| ---------------------------------- | ---------------------------------- | ---------------------------------- | ---------------------------------- | ---------------------------------- |
|                                    |                                    |                                    |                                    |                                    |
| Всього                             | Всього                             | 45,6%54,4%                         |                                    |                                    |
| 0 — 14 років                       | 0 — 14 років                       |                                    | 27,5%                              | 27,5%                              |
| 15 — 64 років                      | 15 — 64 років                      |                                    | 66,5%                              | 66,5%                              |
| 65 і більше                        | 65 і більше                        |                                    | 6%                                 | 6%                                 |
| 85 і більше                        | 85 і більше                        |                                    | 0,5%                               | 0,5%                               |
| Середній вік (років)               | Середній вік (років)               | 29,732,7                           | 31,3                               | 31,3                               |
| Медіана (років)                    | Медіана (років)                    | 24,630,7                           | 27,7                               | 27,7                               |
| — чоловіки — жінки                 |                                    |                                    |                                    |                                    |

| Походження мешканців:     | Походження мешканців:     | Походження мешканців: | Походження мешканців: | Походження мешканців: |
| ------------------------- | ------------------------- | --------------------- | --------------------- | --------------------- |
| Походження                |                           |                       | осіб                  | %                     |
| Корінні американці        | Корінні американці        |                       | 1 035                 | 95.39%                |
| Інше північноамериканське | Інше північноамериканське |                       | 45                    | 4.15%                 |
| Європейське               | Європейське               |                       | 150                   | 13.82%                |
| британське                | британське                |                       | 90                    | 8.29%                 |
| французьке                | французьке                |                       | 30                    | 2.76%                 |
| Латинськоамериканське     | Латинськоамериканське     |                       | 10                    | 0.92%                 |
| Африканське               | Африканське               |                       | 30                    | 2.76%                 |

## Клімат
Середня річна температура становить 6,2°C, середня максимальна – 22,7°C, а середня мінімальна – -12°C. Середня річна кількість опадів – 1 316 мм.
| Клімат поселення                              | Клімат поселення | Клімат поселення | Клімат поселення | Клімат поселення | Клімат поселення | Клімат поселення | Клімат поселення | Клімат поселення | Клімат поселення | Клімат поселення | Клімат поселення | Клімат поселення | Клімат поселення |
| Показник                                      | Січ.             | Лют.             | Бер.             | Квіт.            | Трав.            | Черв.            | Лип.             | Серп.            | Вер.             | Жовт.            | Лист.            | Груд.            |                  |
| Середній максимум, °C                         | −0,44            | −0,19            | 4,18             | 9,75             | 15,63            | 20,53            | 22,68            | 22,40            | 18,02            | 12,46            | 7,40             | 1,28             |                  |
| Середня температура, °C                       | −6,24            | −5,98            | −1,6             | 3,95             | 9,85             | 14,73            | 18,52            | 18,23            | 13,88            | 8,31             | 3,25             | −2,87            |                  |
| Середній мінімум, °C                          | −12,03           | −11,76           | −7,4             | −1,84            | 4,06             | 8,95             | 14,36            | 14,08            | 9,71             | 4,16             | −0,92            | −7,03            |                  |
| Норма опадів, мм                              | 124              | 101              | 112              | 107              | 105              | 97               | 92               | 95               | 101              | 116              | 135              | 131              |                  |
| Середньомісячна швидкість вітру, м/с          | 4.85             | 4.78             | 4.77             | 4.52             | 4.04             | 3.62             | 3.33             | 3.23             | 3.63             | 4.24             | 4.60             | 4.99             |                  |
| Середньомісячна сонячна радіація, кДж/м²·день | 5032             | 8157             | 11948            | 14915            | 18025            | 20404            | 20126            | 17850            | 13628            | 8673             | 5046             | 3837             |                  |
| --------------------------------------------- | ---------------- | ---------------- | ---------------- | ---------------- | ---------------- | ---------------- | ---------------- | ---------------- | ---------------- | ---------------- | ---------------- | ---------------- | ---------------- |
| Джерело:                                      |                  |                  |                  |                  |                  |                  |                  |                  |                  |                  |                  |                  |                  |